# Pánczél Klaudia
Pánczél Klaudia (Kerepestarcsa, 1990. szeptember 25. –) magyar operaénekes, színésznő.

## Életpályája
Általános iskolai tanulmányait a gödöllői Erkel Ferenc Általános Iskola zenetagozatán végezte, gimnáziumba a budapesti Szent László Gimnázium tömegkommunikáció szakára járt. Gyermekkorában évekig zongorázni tanult. Érettségi után az Eszterházy Károly Katolikus Egyetem média és film szakán szerzett diplomát, az egyetem mellett párhuzamosan folytatott színész tanulmányokat, a színészkamarától 2015-ben kapta meg a színész minősítést. 2016-ban a Szegedi Tudományegyetem klasszikus énekművész szakára nyert felvételt, ahol 2019-ben kiváló minősítéssel szerzett diplomát. 
2018–2019-ben többször lépett fel németországi színpadokon.
2017-ben elnyerte a Novi Sadban megrendezett Vitkay-Kovács Vera Énekverseny fődíját, 2018-ban a Nemzetközi Simándy József Énekverseny harmadik, 2021-ben a Nemzetközi Házy Erzsébet Énekverseny második helyezettje volt. 
2019-től Kemény Egon zeneszerző örökösének felkérésére részt vesz a zeneszerző életművének ápolásában, legmeghatározóbb műveinek interpretálásában.

## Jelentősebb szerepei
- Rossini: Hamupipőke - Cenerentola
- Kacsóh Pongrác: János vitéz - Iluska, Francia királylány
- Pietro Mascagni: Parasztbecsület - Lola